# 北海道道953号別当賀酪陽線
北海道道953号別当賀酪陽線（ほっかいどうどう953ごう べっとうがらくようせん）は、北海道根室市を結ぶ一般道道である。

## 概要
- 別当賀駅が起点となっているが、停車場線とはなっていない。

### 路線データ
- 起点：北海道根室市別当賀（JR北海道 根室本線 別当賀駅）
- 終点：北海道根室市酪陽（国道44号交点）
- 総距離：5.3 km

## 歴史
- 1978年（昭和53年）5月6日 - 路線認定[1]。

## 地理
別当賀駅の読みは「べっとが」であるが、地名および路線名の読みは「べっとうが」である。

### 通過する自治体
- 根室振興局
  - 根室市

### 主な接続道路
根室市
- 北海道道142号根室浜中釧路線 - 別当賀（重複）
- 国道44号 - 酪陽（終点）